# Chanju Samantha Mwale
Chanju Samantha Mwale é uma advogada e oficial do exército malawiana. Foi a primeira advogada mulher a integrar a Força de Defesa do Malawi e, em 2016, tornou-se a primeira mulher oficial do Exército malawiano a ser promovida ao posto de tenente-coronel. Mwale foi transferida para uma posição de pesquisa em 2016, algo que considerou ilegal e ingressou na Suprema Corte do Malawi contra a decisão. O tribunal não julgou o caso e Mwale decidiu aposentar-se do exército. 

## Carreira
Chanju Samantha Mwale estudou na Academia Kamuzu antes de graduar-se bacharel em Direito pelo Colégio Chanceler da Universidade do Maláui. Ela trabalhou como magistrada residente sênior antes de ingressar na Força de Defesa do Malawi como oficial assistente jurídica em 2004, sendo a primeira mulher advogada a integrar a instituição.
Mwale foi enviada como uma observadora militar para a República Democrática do Congo entre 2010 e 2011. Ela participou dos exercícios militares da Comunidade de Desenvolvimento da África Austral e, como major, representou seu país em março de 2012 no seminário do Instituto de Pesquisa das Nações Unidas para o Desarmamento. Em 2013, foi premiada pelas Nações Unidas com uma bolsa para estudar Direito Internacional. Foi promovida a tenente-coronel em maio de 2016, convertendo-se na primeira mulher a chegar a esse posto no exército.
Mwale foi designada vice-diretora dos serviços jurídicos em agosto de 2016. Em maio de 2017, foi transferida para um cargo no Colégio das Forças Armadas de Malawi. Mwale contestou a mudança de papel em relação às suas habilidades, ingressando com uma ação judicial na Suprema Corte do Malawi. A ação foi julgada em setembro de 2017, sendo decidido que o caso deveria ter sido interposto perante o Conselho de Defesa. Mwale, uma mãe solteira, decidiu aposentar-se do exército durante o curso do processo.

### Nota
- Este artigo foi inicialmente traduzido, total ou parcialmente, do artigo da Wikipédia em inglês cujo título é «Chanju Samantha Mwale», especificamente desta versão.